# Le Scarabée d'or
Le Scarabée d'or  è un cortometraggio muto del 1907 scritto e diretto da Segundo de Chomón, prodotto dalla Pathé Frères. Rappresenta uno degli esempi tecnicamente più riusciti di pellicole colorate a mano.

## Trama
Un mago egiziano scopre un enorme scarabeo d'oro che si arrampica lungo la parete di un palazzo e lo getta all'interno di un calderone. All'improvviso l'insetto si trasforma in una bellissima donna alata che si divertirà ad esibire il suo repertorio magico davanti agli occhi dello stregone affascinato e terrorizzato.